# 共公 (魯)
共公（きょうこう）は、魯の第31代君主。名は奮。穆公の子で、穆公の後を受けて魯国の君主となった。在位30年。

## 経歴
共公10年（紀元前373年）、斉の田午が田剡を殺害して自立すると、魏が斉を討つため博陵に進軍したため、魯国も斉を討つために陽関に進軍した。
共公27年（紀元前356年）、宋の桓公・衛の成侯・韓の昭侯とともに魏に朝覲した。
楚の宣王と酒を飲んで宣王の不興を買い、このため楚は斉と結んで魯を攻撃した。